# Picea farreri
Picea farreri là một loài thực vật hạt trần trong họ Thông. Loài này được C.N.Page & Rushforth miêu tả khoa học đầu tiên năm 1980.